# Donau-Auen Nemzeti Park
A Donau-Auen Nemzeti Park Ausztriában, a Duna mentén fekszik, Bécstől a szlovák határig, a Morva folyó torkolatáig terül el. Az IUCN besorolása szerint a II. kategóriába tartozik.
Alapítás dátuma: 1996. október 27.

Területe: 9300 ha

A park legjelentősebb feladata Európa egyik legutolsó érintetlen ártéri területének megőrzése. A Duna 36 km hosszan folyik a park területén, akár 8 m-es vízszintkülönbség is megfigyelhető a legmagasabb és legalacsonyabb vízállás között. A park területén több mint 700 növény-, 30 emlős- és 100 madárfaj él a 8 hüllő- a 13 kétéltű- és a körülbelül 60 halfaj mellett.